# Bouchaïb Arroub
 (mai 2024).
La mise en forme du texte ne suit pas les recommandations de Wikipédia : il faut le « wikifier ».
Les points d'amélioration suivants sont les cas les plus fréquents. Le détail des points à revoir est peut-être précisé sur la page de discussion.
- Les titres sont pré-formatés par le logiciel. Ils ne sont ni en capitales, ni en gras.
- Le texte ne doit pas être écrit en capitales (les noms de famille non plus), ni en gras, ni en italique, ni en « petit »…
- Le gras n'est utilisé que pour surligner le titre de l'article dans l'introduction, une seule fois.
- L'italique est rarement utilisé : mots en langue étrangère, titres d'œuvres, noms de bateaux, etc.
- Les citations ne sont pas en italique mais en corps de texte normal. Elles sont entourées par des guillemets français : « et ».
- Les listes à puces sont à éviter, des paragraphes rédigés étant largement préférés. Les tableaux sont à réserver à la présentation de données structurées (résultats, etc.).
- Les appels de note de bas de page (petits chiffres en exposant, introduits par l'outil «  Source ») sont à placer entre la fin de phrase et le point final[comme ça].
- Les liens internes (vers d'autres articles de Wikipédia) sont à choisir avec parcimonie. Créez des liens vers des articles approfondissant le sujet. Les termes génériques sans rapport avec le sujet sont à éviter, ainsi que les répétitions de liens vers un même terme.
- Les liens externes sont à placer uniquement dans une section « Liens externes », à la fin de l'article. Ces liens sont à choisir avec parcimonie suivant les règles définies. Si un lien sert de source à l'article, son insertion dans le texte est à faire par les notes de bas de page.
- La présentation des références doit suivre les conventions bibliographiques. Il est recommandé d'utiliser les modèles {{Ouvrage}}, {{Chapitre}}, {{Article}}, {{Lien web}} et/ou {{Bibliographie}}. Le mode d'édition visuel peut mettre en forme automatiquement les références.
- Insérer une infobox (cadre d'informations à droite) n'est pas obligatoire pour parachever la mise en page.

Pour une aide détaillée, merci de consulter Aide:Wikification.
Si vous pensez que ces points ont été résolus, vous pouvez retirer ce bandeau et améliorer la mise en forme d'un autre article.
Bouchaib Arroub (en arabe : بوشعيب عروب), né en 1936, est un général de l'armée marocaine. Il occupe le poste d'Inspecteur général de l'armée marocaine entre le 13 juin 2014 et janvier 2017.
Arroub fait partie de l'ancienne génération des officiers marocains et fut le chef de cabinet de Mohamed Oufkir. Arroub fait partie des quatre militaires les plus gradés des Forces armées royales, avec les généraux Abdelaziz Bennani, Abdelhak Kadiri et Hosni Benslimane.

## Biographie
En 1966, il a le grade de capitaine et commande la base militaire de Benguerir.
Arroub est membre du cabinet d'Oufkir en tant qu'officier subalterne au moment des tentatives de coups d'État de 1972 et 1971.
Pendant la guerre du Sahara occidental, il commande le 3e régiment d'infanterie motorisé (3e RIM).
À partir de 1988 (époque d'Hassan II) Arroub prend du galon et est nommé commandant des opérations militaires au troisième bureau.
Un câble diplomatique américain datant de 2008 ayant fuité décrit Arroub comme « historiquement pro-français, semble être devenu de plus en plus pro-américain au cours des 5 dernières années ». Le même câble prédit également qu'Arroub pourrait succéder à Bennani.
Le général Arroub prend sa retraite mais est rappelé en 2008,.
Le 13 juin 2014, il est nommé Inspecteur général de l'armée marocaine par le roi Mohammed VI après le décès soudain du général Abdelaziz Bennani. En effet, en 2014, ce dernier est en mauvaise santé et suit un traitement médical en France.

## Tentative de coup d'État de 1971
Selon le prince Moulay Hicham, Arroub aurait participé au coup d'État de 1971. Dans son livre de 2014, Journal D'un Prince Banni, le prince rapporte qu'Arroub était à l'époque membre du cabinet d'Oufkir et que, pendant la fusillade, il est contacté par Lamia Solh (épouse du prince Moulay Abdallah et mère du Prince Hicham) pour s'enquérir de la situation, et elle déclare qu'il avait été très impoli avec elle. Après l'échec du coup d'État, Hassan II fut informé de l'incident par Lamia Solh, le roi répond alors « Vous voulez dire qu'il faisait partie des conspirateurs ? Si c'est le cas, je dois alors exécuter tout le monde ».
Le prince poursuit en disant que le professionnalisme et l'intégrité d'Arroub auraient pu amener l'homme à conclure que l'avenir du pays était meilleur sans la monarchie. Arroub sera exclu de tout poste de responsabilité pendant une vingtaine d'années, avant qu'Hassan II ne le nomme chef du troisième bureau en 1988.

## Mort d'Hassan II et arrestation de Basri
Le jour de la mort d'Hassan II, Arroub et le général Housni Benslimane auraient fait brièvement arrêter et interroger Driss Basri, alors ministre de l'Intérieur. Alors, que le Prince Hicham interroge Arroub sur l'incident, il lui répond que cela avait été fait par mesure de précaution.

## Vie privée
Bouchaib Arroub est le père de Mohammed Ramsès Arroub, ingénieur Polytechnicien et PDG de Wafa Assurance, la compagnie d'assurance détenue par le roi Mohammed VI au sein de sa grande holding SNI. Le 4 juin 2014, quelques jours avant la nomination de son père comme nouvel inspecteur général, Mohamed Ramsès Arroub est exclu de ce poste par le conseil d'administration de la compagnie d'assurance, qui a invoqué des « raisons personnelles » pour justifier cette décision,.